# Kocierz Moszczanicki
Kocierz Moszczanicki – wieś w Polsce, położona w województwie śląskim, w powiecie żywieckim, w gminie Łękawica.
| SIMC    | Nazwa           | Rodzaj    |
| ------- | --------------- | --------- |
| 0059134 | Bednarzówka     | część wsi |
| 0059140 | Bykowska Polana | część wsi |
| 0059157 | Flaki           | część wsi |
| 0059163 | Kowalówka       | część wsi |
| 0059170 | Krzywankówka    | część wsi |
| 0059186 | Łąki            | część wsi |
| 0059192 | Łopaci Łaz      | część wsi |
| -\|00   | Miasteczko      | część wsi |
| 0059217 | Wysokie         | część wsi |
| 0059223 | Zarębek         | część wsi |

Do 1954 miejscowość nosiła nazwę Kocierz ad Moszczanica, następnie została ona zmieniona na Kocierz Niżny.
W latach 1954–1960 wieś należała i była siedzibą władz gromady Kocierz, po jej zniesieniu w gromadzie Łękawica. W latach 1975–1998 wieś administracyjnie należała do województwa bielskiego.
Wieś rozciąga się w dolinie potoku Kocierzanka, wzdłuż drogi nr 781, łączącej Andrychów z Żywcem. Zabudowania i pola zajmują wąskie dno doliny Kocierzanki oraz stoki wznoszących się nad nią gór Beskidu Małego. Po wschodniej stronie jest to Przykrzyca, po zachodniej i północnej Kocierz, Wielka Cisowa Grapa, Jaworzyna, Kościelec.

## Zobacz też

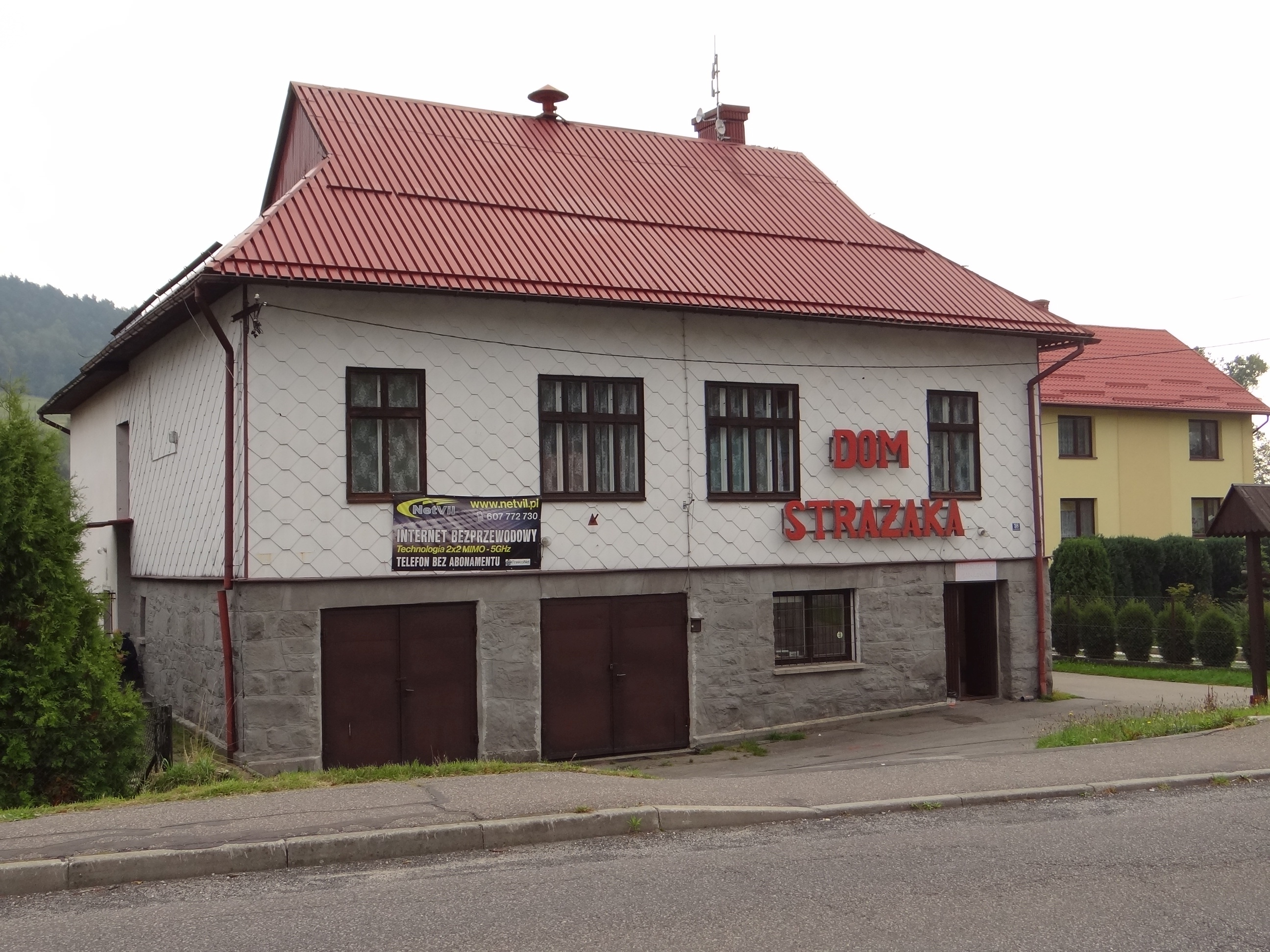
Dom Strażaka
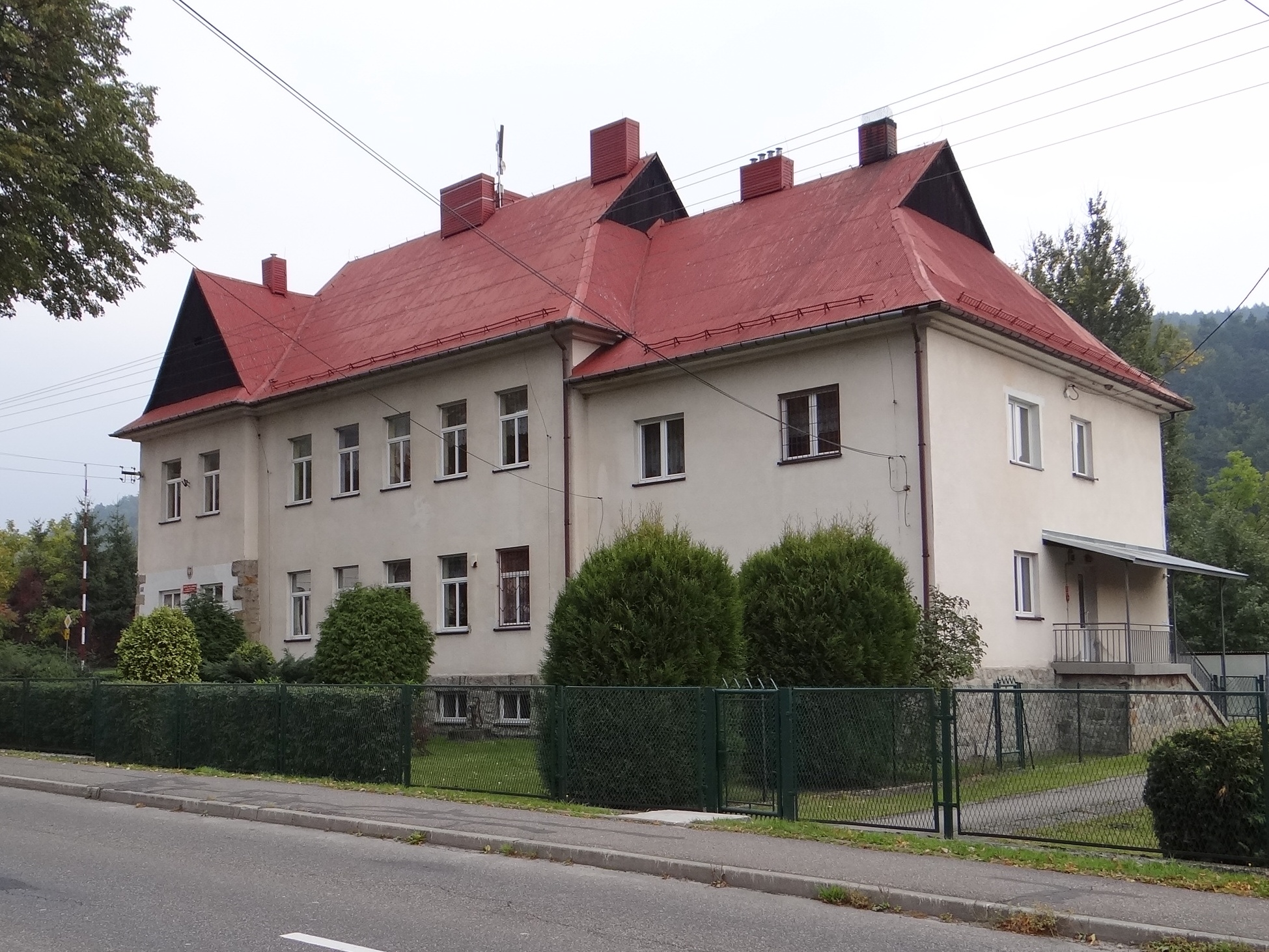
Szkoła
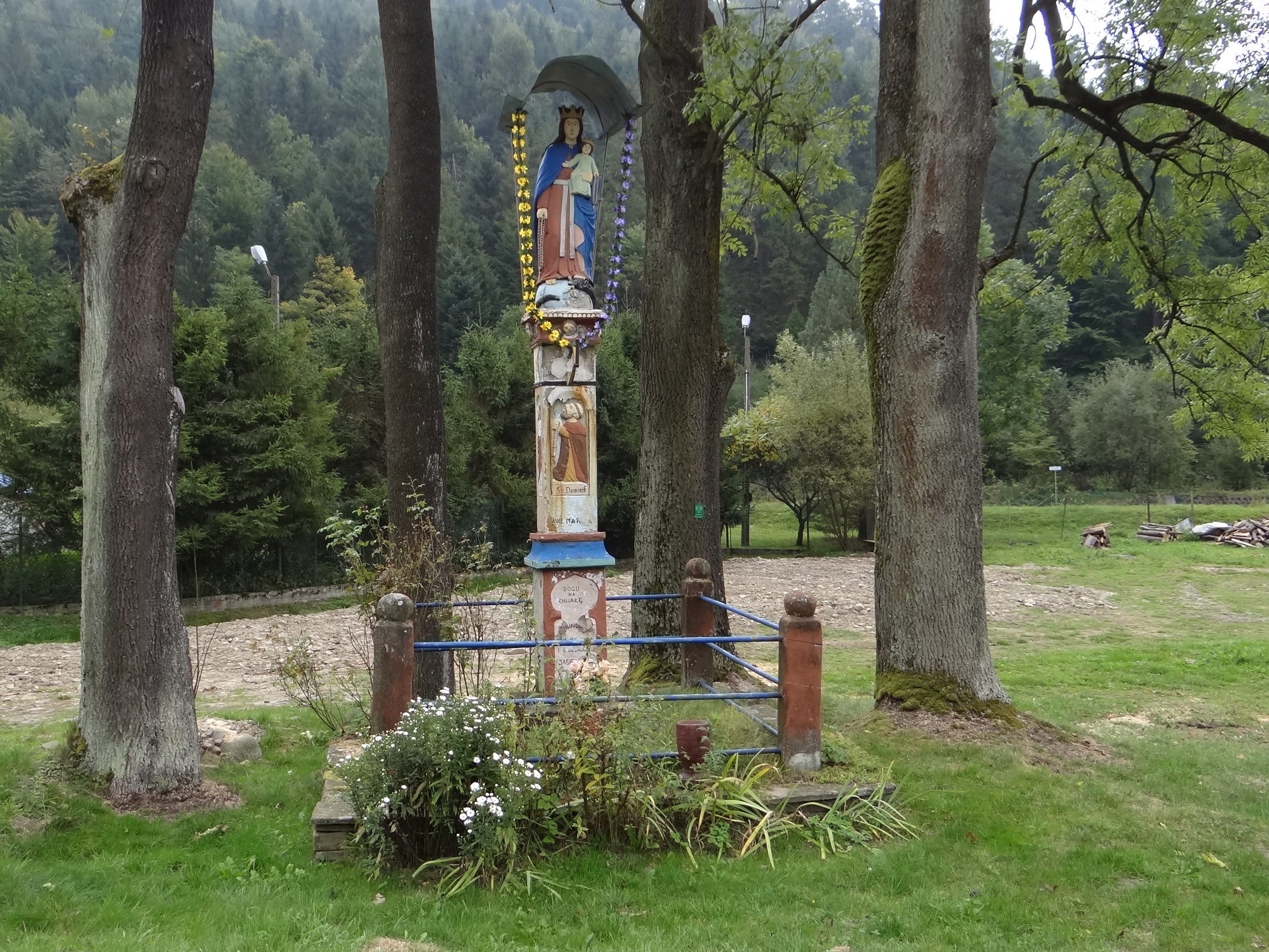
Figurka przydrożna